# Гринькив, Роман Дмитриевич
Роман Дмитриевич Грынькив (родился 18 марта 1969 году) — украинский бандурист, мастер по изготовлению бандур, автор ряда пьес для бандуры. Заслуженный артист Украины (1996). Народный артист Украины (2008).
Родился в Киеве. Окончил Киевскую консерваторию в 1993 году по классу проф. С. В. Баштана.
В 1997—2007 преподавал там же.
Ведёт активную гастрольную деятельность, принимал участие в фестивалях им. И. Менухина «All the World’s Violins», Bloor West Ukrainian Street Festival в Торонто, «Країна Мрій» в Киеве, обладатель гран-при конкурса им. Хоткевича (1993). Руководил коллективом «Тріо Романа Гриньківа».
В конце 1990-х занялся изготовлением бандур, стажировался у канадского мастера бандур В. Вецала в Торонто. В 2003 открыл собственную мастерскую в Киеве, которая работала 3 года.

## Записи
- (1994) Yehudi Menuhin «All the World’s Violins», (участник; одно сочинение) Virgin Classics 7243 5 45120 2 5
- (1995) Бандура — Фирма Евшан, Канада (Соло), CDYFP 1135,
- (1999) Al Di Meola «Winter Nights»'(Эл Ди Меола «Зимние ночи»), TELARC jazz (участник) * В исполнении Грынькива звучит партия бандуры в некоторых композициях.
- (2000) Австралийськие путешествия, Фонд золотой аккорд (соло)
- (2001) Strings of Soul, Canadian Bandura Foundation (участник)
- (2002) Jazzium, Vol. 1, Lemma CD (участник)
- (2002) Enlightenment, Canadian Bandura Foundation (solo)

## Работа над конструкцией бандуры
Начал экспериментировать с усовершенствованием концертной бандуры.
- 1989 — Первые эксперименты. Уменьшил вес инструмента. С помощью отца переделал металлические части по типу Львовских бандур.
- 1991 — Заказал новый инструмент у Й. Ментея, используя идеи своего предыдущего опыта. Инструмент получил название «Бандура Страдивари».[3]
- 1999 — Пришел к мысли об создании собственной мастерской.
- 1999 — Впервые использовал демферную механику из титана для бандуры.
- 2000 — Стажировка у мастера бандур пана В.Вецала в Торонто (Канада). Исследовал рынки для коммерческого производства инструментов в Северной Америке.
- 2001 — Мастерская комната на заводах-мастерских пана В.Шведа и других в Торонто (Канада). Перебрался в Торонто, где и создал собственную мастерскую при помощи украинской диаспоры.[4]
- 2003 — Открытие мастерской по производству инструмента в Киеве.[5] Производство классического типа инструмента и электробандур с алюминиевыми корпусами.

## Публикации
- Роман Гриньків: «Не я вибирав бандуру — вона мене вибрала» (недоступная ссылка)
- Віра Кульова, Імпресіоніст від бандури
- Чарівна ріка (інтерв’ю з джазменом-бандуристом Романом Гриньківим)
- Роман Грынькив — пару слов о бандуре, фольклоре и Эл Ди Меоле
- "я викладав бандуру дітям президента…